# Foi magia
Foi magia – utwór portugalskiej piosenkarki Sofii Vitórii napisany przez Paulo Nevesa, nagrany oraz wydany w 2004 roku.
Utwór reprezentował Portugalię podczas 49. Konkursu Piosenki Eurowizji dzięki wygraniu finału krajowych eliminacji eurowizyjnych Festival da Canção po zdobyciu największej liczby 39 072 głosów telewidzów. 12 maja Sofia zaśpiewała numer w finale widowiska organizowanego w Stambule i zdobyła łącznie 38 punktów, w tym m.in. najwyższą notą 12 punktów od Andory, przez co zajęła 15. miejsce i nie awansowała do finału.

## Lista utworów
CD Single
1. „Foi magia” (Portugese Version)
2. „Foi magia” (English Version)
3. „Foi magia” (Instrumental Version)